# Othmar Brioschi

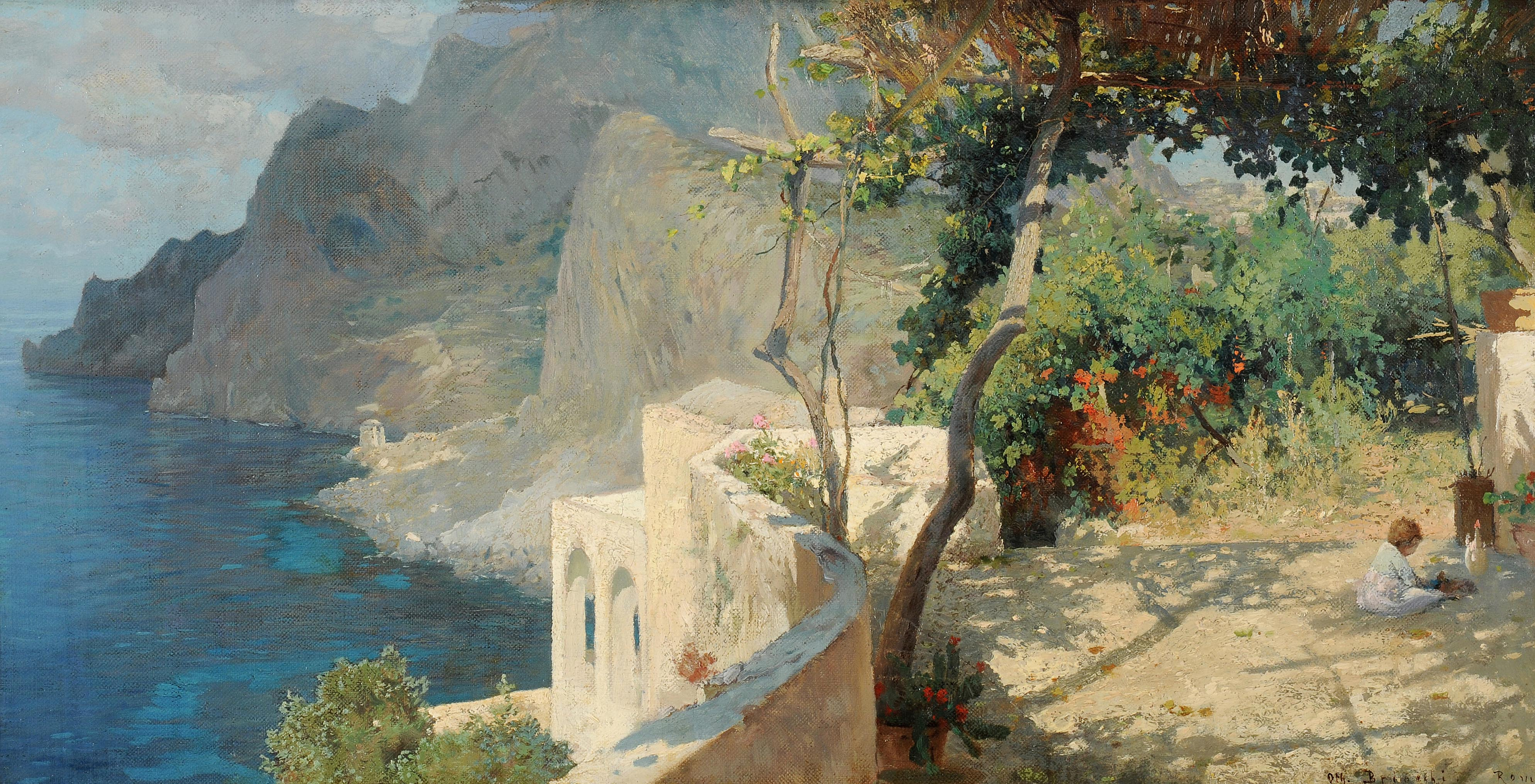
Othmar Brioschi: Capri, um 1900

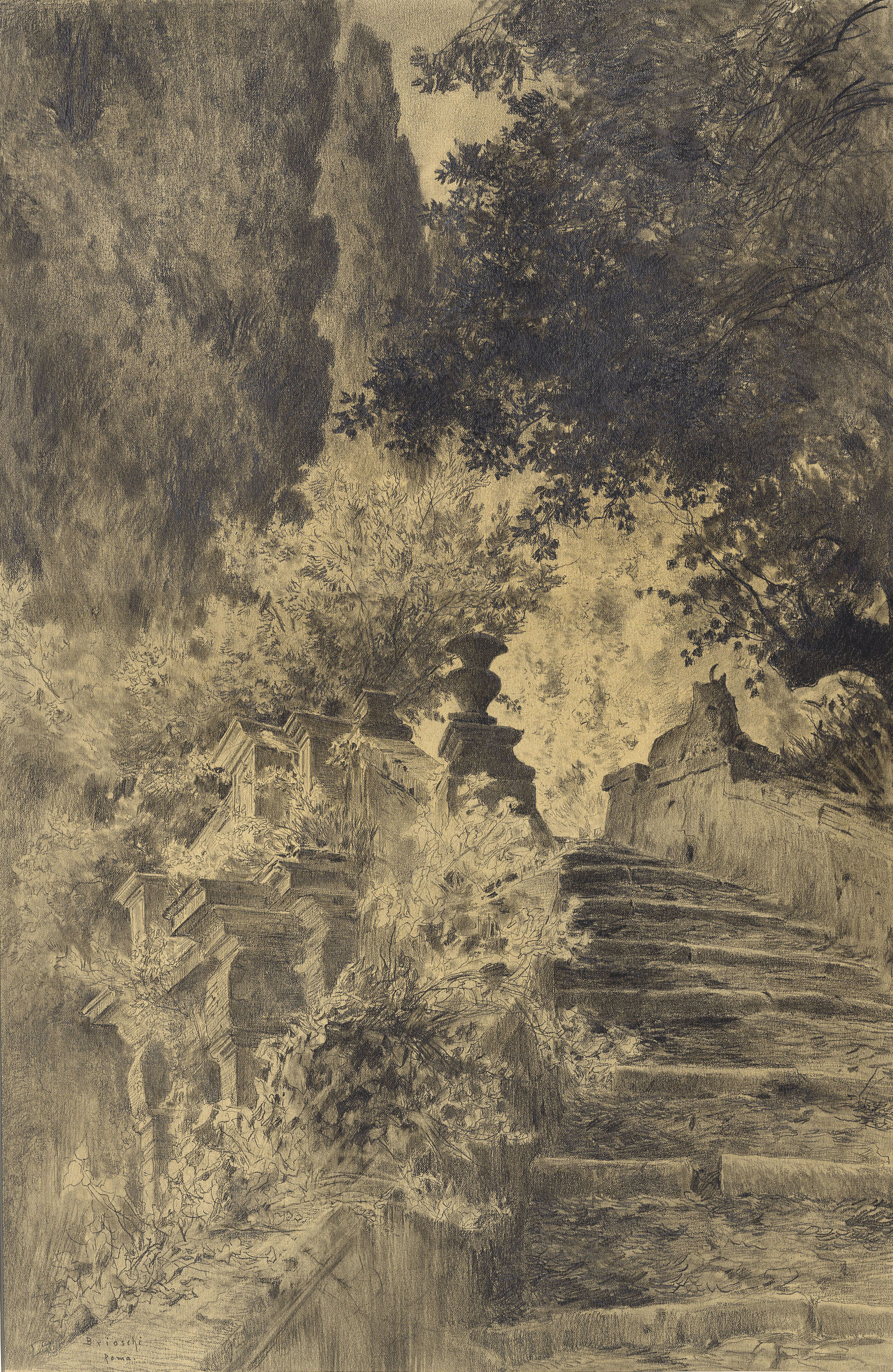
Othmar Brioschi: Treppe im Park der Villa d'Este in Tivoli, um 1898

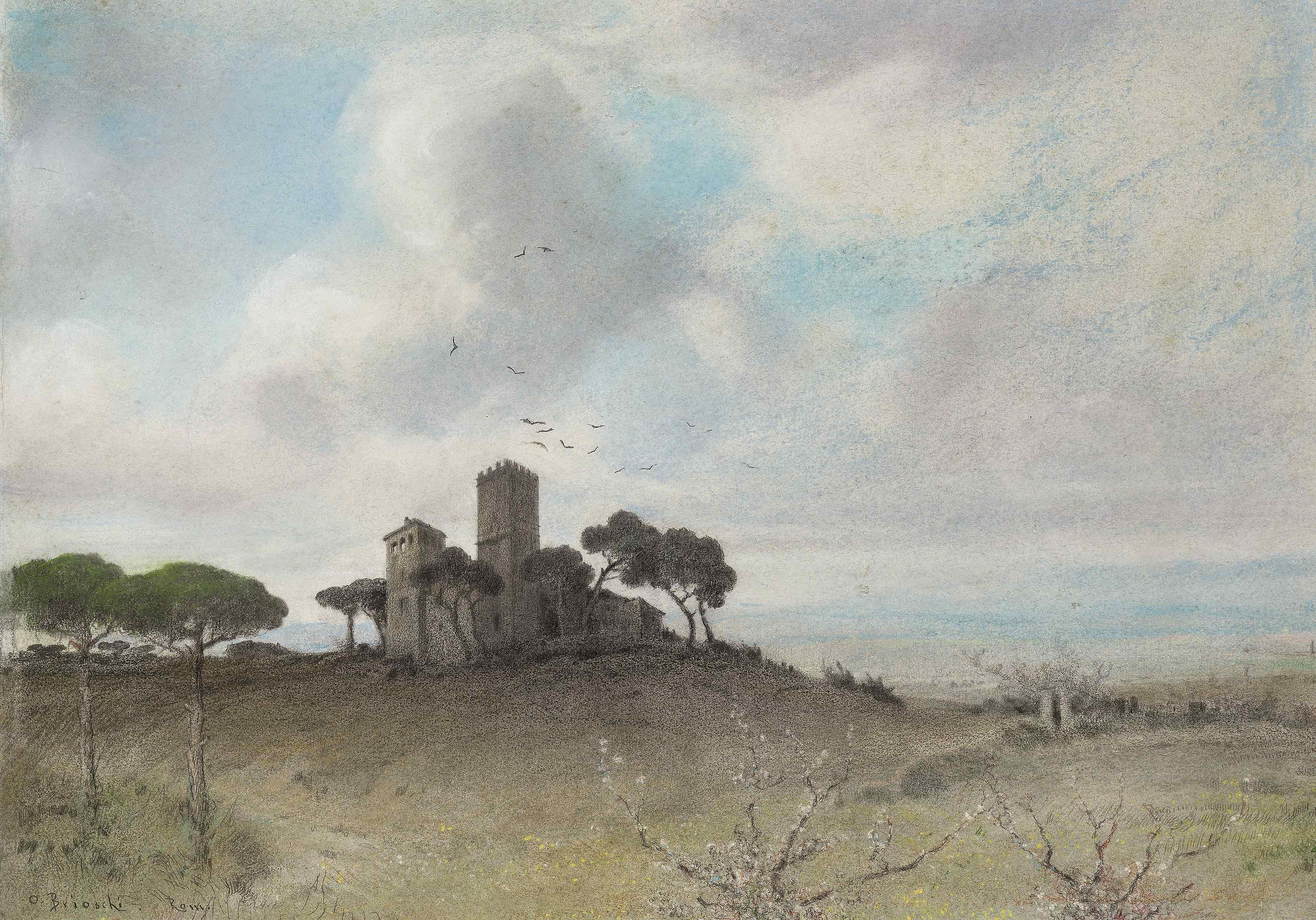
Othmar Brioschi: Frühling in der römischen Campagna, um 1900

Othmar Brioschi (* 17. September 1854 in Wien; † 8. Juli 1912 in Rom) war ein österreichischer Landschaftsmaler.

## Leben und Werk
Othmar Brioschi war der älteste Sohn des Theatermalers Carlo Brioschi (1826–1895) und Bruder von Anton Brioschi (1855–1920). Erst zum Theatermaler ausgebildet, studierte er in München bei Simon Quaglio (1795–1878), zugleich aber auch seit 1874 an der Münchner Akademie, wo er unter Ludwig von Löfftz (1845–1910) ab 1876 die Figurenmalerei betrieb. In den Jahren von 1878 bis 1880 war er als Gehilfe seines Vaters in Wien tätig und stellte im Künstlerhaus Gemälde aus. Ab 1879 ist er dessen Mitglied. In der Folge studierte er bis 1882 an der Meisterschule für Landschaftsmalerei bei Eduard von Lichtenfels und gewann 1882 den großen Staatspreis mit einem zweijährigen Aufenthalt in Rom. Im Jahr 1885 übersiedelte Othmar Brioschi nach Rom, das zu seinem ständigen Wohnsitz wurde. 1887 heiratete Brioschi Maria, genannt Mimmy, Tochter des Bildhauers Heinrich Max Imhof, die mit ihm zwei Töchter hatte. 
Die Stärke des Künstlers lag in der vorzüglichen Darstellung von Landschaften um Rom, die er in allen möglichen Stimmungen mit Lichteffekten und in einer starken koloristischen Wirkung wiedergab.

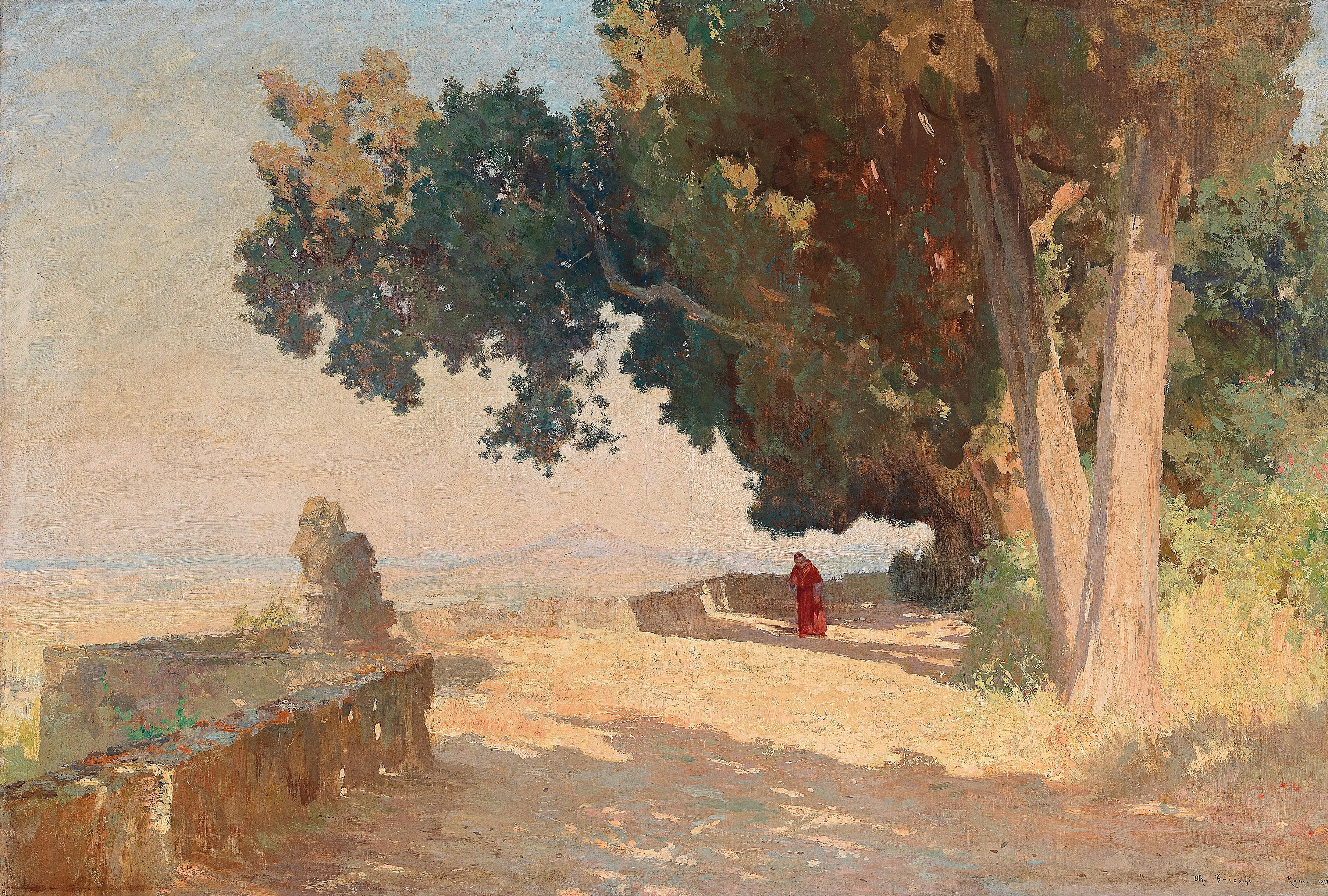
Morgensonne, Villa d’Este (1912)

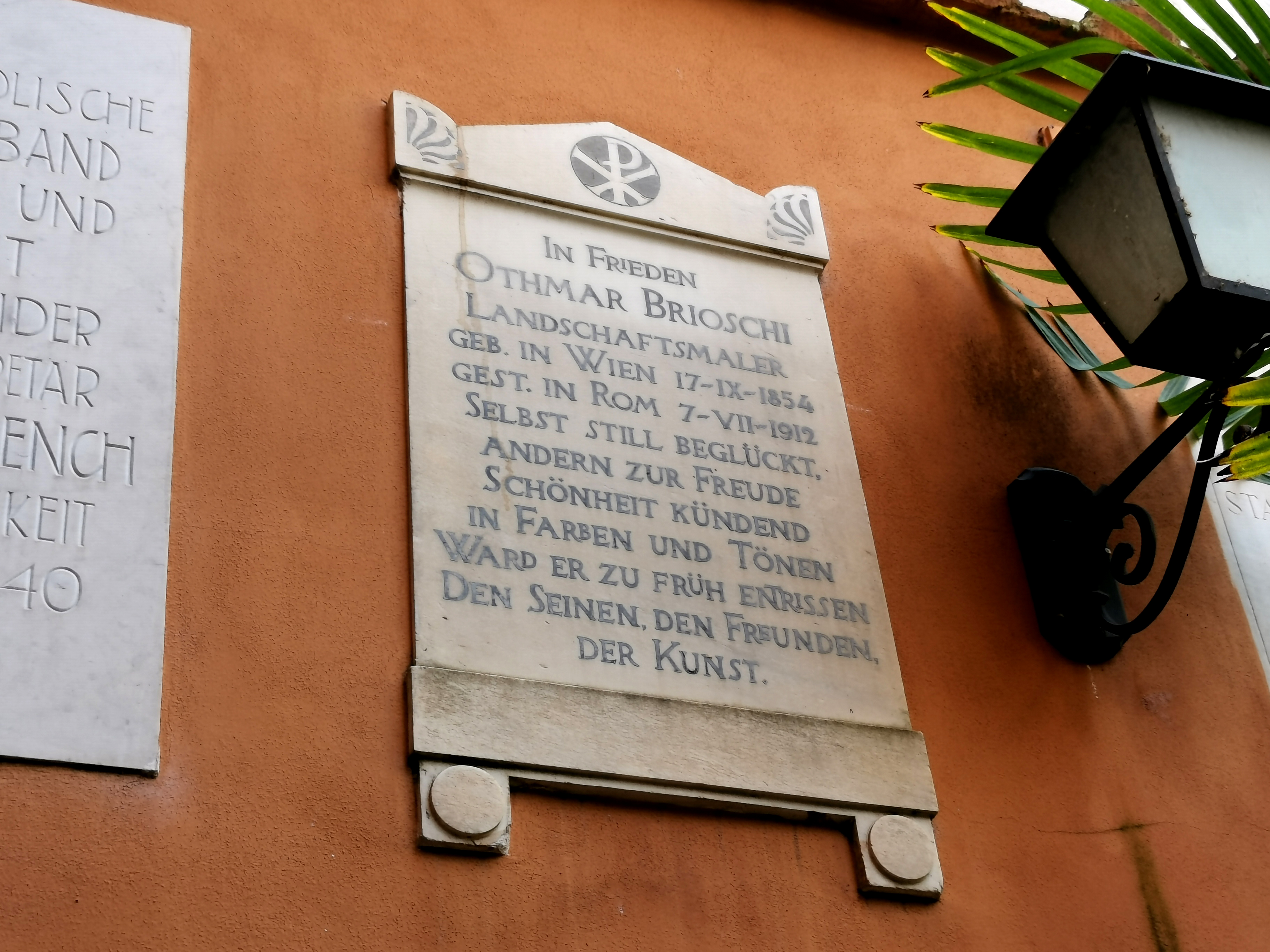
Kenotaph auf dem Campo Santo Teutonico, Rom